# سایوز تی‌ام-۲۰
سایوز-تی‌ام-۲۰ (به روسی: Союз )(به معنای اتحاد) یکی از مأموریت‌های یورومیر و بیستمین مأموریت سرنشین دار سازمان ملی فضانوردی روسیه به سمت ایستگاه فضایی میر محسوب می شود. در طول این ماموریت ۲ فضاپیمای پشتیبانی پروگرس به ایستگاه متصل شد. همچنین شاتل فضایی آمریکایی در طول مأموریت اس‌تی‌اس-۶۳ توانست با موفقیت با ایستگاه فضایی میر عملیات پهلوگیری را انجام دهد اما فضانوردان اس‌تی‌اس-۶۳ وارد ایستگاه نشدند.

## خدمه مأموریت
| شماره | نام                | ملیت  | تعداد پرواز | نقش عملیاتی | تصویر |
| ۱     | الکساندر ویکتورنکو | روسیه | ۴           | فرمانده     |       |
| ۲     | یلنا کنداکاوا      | روسیه | ۱           | مهندس پرواز |       |
| ۳     | اولف مربولد        | آلمان | ۳           | محقق فضایی  |       |